# Kłudna
Kłudna – jedna ze stacji kolejowych na magistrali węglowej w Kłódnie (powiat poddębicki). Duża liczba torów stacyjnych. Na stacji nie zatrzymują się obecnie pociągi pasażerskie.